# Danielle Whiteside
Danielle Whiteside (* 13. Februar 1989) ist eine fidschianische Badminton- und Squashspielerin. Sie ist die Cousine von Karyn Whiteside und Andra Whiteside.

## Karriere
Danielle Whiteside gewann im Badminton bei den Pazifikspielen 2007 drei Silbermedaillen, 2011 noch einmal zwei. Bei den Fiji International 2010 erkämpfte sie sich Gold und Bronze, bei den Fiji International 2011 Silber. Im Squash sicherte sie sich bei den Pazifikspielen 2015 in Port Moresby im Mannschaftswettbewerb die Bronzemedaille.